# Tipula (Yamatotipula) cervicula
Tipula (Yamatotipula) cervicula is een tweevleugelige uit de familie langpootmuggen (Tipulidae). De soort komt voor in het Nearctisch gebied.